# Vladislav Petković Dis
Vladislav Petković Dis, pseudonimo di Vladislav Petković (in serbo Владислав Петковић Дис?; Zaječar, 10 marzo 1880 – Corfù, 30 maggio 1917), è stato un poeta serbo.

## Biografia
Vladislav Petković iniziò a lavorare come insegnante nei pressi di Zaječar e contemporaneamente a scrivere poesie, ma fu solamente il suo trasferimento a Belgrado nel 1903 a farlo conoscere negli ambienti letterari, grazie alla pubblicazione delle sue poesie nella rivista Idila.
Ottenne l'incarico di funzionario doganale presso il governo municipale, che gli consentì di avere del tempo libero per scrivere. È stato nominato co-editore, con Sima Pandurović, della rivista Književna nedelja (Domenica letteraria). Sia Petković-Dis che Pandurović erano considerati gli 'enfants terribles' del loro mondo letterario, entrambi sotto l'influenza di Charles Baudelaire e di altri simbolisti francesi.
Durante lo scoppio della prima guerra balcanica fu arruolato nell'esercito serbo come giornalista. Era il corrispondente di guerra che descrisse le battaglie delle truppe serbe dapprima nella prima guerra balcanica (1912), poi nella seconda guerra nei Balcani (1913) e infine nella prima guerra mondiale. Nel 1915 si unì all'esercito serbo nella ritirata a Corfù.
Da Corfù, Petković è stato inviato in Francia per scrivere dell'intera tragedia bellica. Nel 1917, sulla via del ritorno per Corfù, a bordo di una nave italiana, fu silurato e affondato da un sottomarino tedesco nel Mar Ionio.
La sua carriera letteraria raggiunse i suoi vertici già con la raccolta intitolata Anime affogate (Utopljene duše, 1911), nella quale si dimostrò molto originale grazie anche all'approfondimento di temi innovativi per la letteratura serba.
Tra le tematiche fondamentali della raccolta si possono menzionare i sogni, le allucinazioni e i presagi non favorevoli.
Il poeta è triste e preoccupato per il timore di un destino non favorevole e nei suoi versi si intrecciano elementi notturni e diurni, onirici e reali.
Il sogno è interpretato dal poeta come una anticipazione della morte e anche la vita è sinonimo di difficoltà e problematiche irrisolvibili.
L'unica via di uscita da questo sconforto sono gli oblii che consentono di non pensare più alla disperazione dell'umanità.
Questa sua opera ottenne giudizi contrastanti da parte della critica letteraria, che ne apprezzò la originalità e un po' meno le parole pessimistiche.
L'opera seguente di Petković, intitolata Noi aspettiamo l'imperatore (Mi čekamo cara, 1913), si caratterizzò per gli inni patriottici originati dalle guerre balcaniche e da qualche elemento decadentistico.
Infine il poeta serbo, quando soggiornò in Francia, diede alle stampe un'altra raccolta intitolata Canti incompiuti (Nedovsĕne pesme, 1917), nella quale si alternano gli argomenti della ritirata delle truppe serbe con presagi di sfortune familiari.

## Opere
- Anime affogate (Utopljene duše, 1911);
- Noi aspettiamo l'imperatore (Mi čekamo cara, 1913);
- Canti incompiuti (Nedovsĕne pesme, 1917).